# Marlyse Aboui
Georziane Marlyse Aboui est une femme politique de la région de l'Est Cameroun. Elle est membre de l'Alliance nationale pour la démocratie et le progrès (ANDP). Elle représente ce parti politique d'opposition comme Sénatrice nommée par le Président de la République du Cameroun depuis 2013. 

## Biographie

### Formation académique
Elle voit le jour à Bertoua dans le département du Lom-et-Djérem le 24 juin 1973. Après l'obtention de son Brevet d'Etudes du Premier Cycle (BEPC) au Lycée de Belabo en 1985, elle interrompt ses études secondaires en classe de Première à la suite du décès de son père. En 2002, elle sort diplômée de l’Ecole des infirmiers brevetés de Bertoua.

### Carrière professionnelle
La carrière d'infirmière de Marlyse Aboui démarre à Mindif dans la région de l'Extrême-Nord en 2004. Elle rejoint par la suite les services d'urgences et d'hémodialyse de l'hôpital régional de Bertoua. 

## Parcours politique
Elle débute son parcours politique alors qu'elle est encore élève. En effet, l'ANDP la coopte comme députée suppléante aux élections législatives camerounaises de 1997. Elle est coordinatrice régionale de l’ANDP à l’Est et présidente de la sous-section de la circonscription de Belabo. 
Lors de la toute première législature du Sénat au Cameroun, elle est désignée Sénatrice titulaire représentant la région de l'Est par le Chef de l'Etat par le décret N°2013/149 du 8 mai 2013. Le 14 mai 2013, quadragénaire , elle est désignée comme membre du bureau d'âge du Sénat ayant la responsabilité de conduire les travaux jusqu'à l'élection du bureau définitif.  Lors de la seconde législature du Sénat, le Président de la République la nomme une fois de plus comme Sénatrice titulaire pour le compte de l'ANDP dans la région de l'Est à la suite du décret N° 2018/242 du 12 avril 2018 portant nomination de Sénateurs. En 2023, en vertu du décret N°2023/188 du 31 mars 2023 portant nomination de Sénateurs, elle continue sa carrière de Sénatrice titulaire pour la région de l'Est. Son parti politique, l'ANDP, est l'un des sept qui siègent pour cette troisième législature du Sénat au Cameroun.